# Graham Forbes
Graham Forbes (* ca. 1917 in Brooklyn; † 22. Mai 1984 in Westbury, Long Island, New York) war ein US-amerikanischer Jazzpianist und Arrangeur.

## Leben und Wirken
Graham Forbes’ Karriere war zeitlebens von seinem chronischen Alkoholismus überschattet, unter dem auch seine Eltern litten. Als Jugendlicher lebte er in Thornwood (New York); erste Engagements als Musiker hatte er auf der Schifffahrtslinie der Fall River Line auf dem Fall River. Nach Aufgabe des Studiums spielte er 1937/38 in der Bunny Berigan Big Band, mit dem im März 1938 erste Aufnahmen entstanden. Er ging dann mit kurz dem Charlie-Barnet-Orchester auf Tournee, an dessen Aufnahmen für RCA Victor er im Mai 1938 mitwirkte, und trat außerdem in den Orchestern von Artie Shaw, Jack Teagarden und Woody Herman auf, die sein ungewöhnliches Spiel schätzten. 1942 spielte Forbes als Solist in den Clubs Club 18, Casa Allegra und im Nick’s. Sein Einsatz von Harmonien machten ihn zu einem begehrten Begleiter von Sängern; so arbeitete er mit Vokalisten wie Lisa Kirk, Julie Wilson, Hildegarde, Gertrude Niesen und Vic Damone. Außerdem war er auf Kreuzfahrtschiffen wie der SS America beschäftigt.
Nach Ende des Zweiten Weltkriegs wurde er Mitglied im CBS-Studio-Orchester unter der Leitung von Mark Warnow, ging auf Tourneen und spielte in New Yorker Clubs. So trat Forbes auch im Nachtclub The Copacabana auf, wo Frank Sinatra auf ihn aufmerksam wurde und ihn als Begleitmusiker, Arrangeur und Orchesterleiter für seine Fernsehshow engagierte. Im Dezember 1949 nahm Sinatra für CBS eine Radioshow mit einer Begleitband aus Graham Forbes, Tony Gattuso (Gitarre), Trigger Alpert (Bass) und Johnny Blowers (Schlagzeug) auf. 1950 entstand im Duo mit Sinatra die Rodgers-und-Hammerstein-Ballade You’ll Never Walk Alone. Zwischen 1953 und 1955 nahm Sinatra die NBC-Radioshow To Be Perfectly Frank auf, bei der auch Forbes mitspielte. Nach Auftritten in Las Vegas feuerte ihn Sinatra wegen seiner Trinkexzesse. Graham Forbes starb 1984 in Westbury auf Long Island im Alter von 66 Jahren an Herzversagen. Horace Silver, der mit ihm befreundet war und aufgrund von Forbes vom Saxophon zum Pianospiel wechselte, spielte auf dessen Beisetzung.
Der Pianist ist nicht mit dem gleichnamigen ehemaligen Mitglied der Incredible String Band zu verwechseln.

## Diskographische Hinweise
- Bunny Berigan: 1937–1938 (Classics)
- Frank Sinatra: After Hours with Bill Miller at the Piano (1953–55) mit Bill Miller, Graham Forbes, Johnny Blowers, Alvin Stoller, John Ryan, Joe Comfort, Tony Mottola, Allan Reuss, Sonny Salad und Abe Most[5]
- Graham Forbes and the Trio (Forbes, p; Bill Halfacre, kb; Buddy Jett, dr): Memphis - August 1960 LP, Phillips International PLP1955